# Császár Ferenc (jogász)
Kolgyári Császár Ferenc (Zalaegerszeg, 1807. július 9. – Kerepes, 1858. augusztus 17.) jogász, költő, a Magyar Tudományos Akadémia tagja.

## Élete
Császár József csizmadia és Könczöl Anna fia volt. Apját gyermekkorában elveszítette. Anyja és rokona (Barényi Sándor) gondoskodása mellett Zalaegerszegen, Szombathelyen, Kőszegen és Sopronban végezte iskoláit. 1822-ben a bencés rendbe lépett Pannonhalmán, ahol a költészet iránt érdeklődő ifjúra Guzmics Izidor nagy hatást gyakorolt. 1824-ben első éves bölcselet-hallgató volt, amikor kilépett a rendből. Tanulmányait Győrött folytatta és fejezte be, majd a veszprémi egyházmegyében állt szolgálatba, egyszersmind a gróf Draskovich fiúk nevelője volt. Később a pesti központi papnevelőben teológiát tanult, de innen is kilépett és jogot kezdett tanulni Pesten, majd Zágrábban. 1830. augusztus 30-án a pesti egyetemen szigorlatot tett.

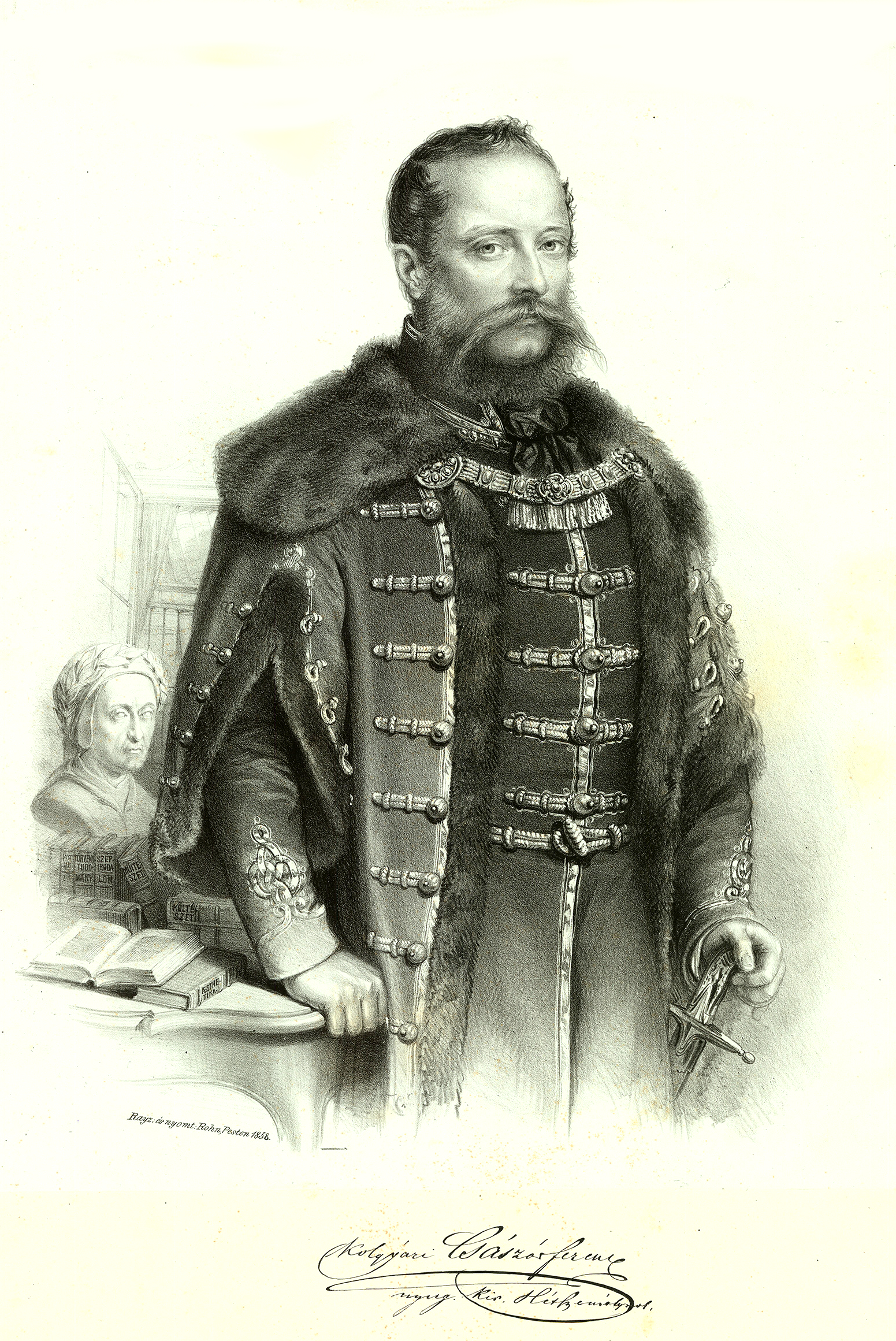
Császár Ferenc

Ugyanezen év november 5-én a fiumei gimnáziumban a magyar nyelv és irodalom rendes tanára, majd 1832. március 30-án a fiumei kormányszéknél fogalmazó-gyakornok lett 200 forint fizetéssel, ahol 1836. november 18-áig működött.  Tanári és a város érdekében végzett munkájáért 1833. július 7-én Fiume városa patricius tanácsosai közé vette föl. 1833-ban letette az ügyvédi vizsgát. 1835-ben Zala megye táblabírájává választották. 1836. november 18-ától 1837. április 28-áig a fiumei királyi váltó-, kereskedelmi- és tengeri konzulátusi törvényszéknél iktatóként, azután szavazati joggal felruházott valóságos  gyorsíróként (actuarius) dolgozott.
Az 1840-es évek elején a pesti váltó-feltörvényszék (?) ülnökévé, 1846. augusztus 31-én a Hétszemélyes Tábla bírájává nevezték ki, ebben a minőségben 1849. június végéig maradt. Mialatt Vácon családja körében tartózkodott, az orosz hadjárat mindenéből kipusztította. 1850 szeptemberében az addig élvezett 3000 forintnyi hétszemélynöki fizetését letiltották, így beteg feleségével és hat kiskorú gyermekével jövedelem nélkül maradt. Értékes könyvtárát eladta  és Pestre költözött, ahol ügyvédi gyakorlattal és irodalommal foglalkozott. A Magyar Tudományos Akadémia 1832. március 9-én levelező, 1847. december 23-án tiszteleti tagjává, 1853. március 14-én ügyészéül, a Kisfaludy Társaság pedig 1845. január 28-án tagjává választotta. Az akadémián Suhayda János mondott felette emlékbeszédet 1871. február 27-én.

## Álnevei
Alkonyi, Barányi, Kövessy Kálmán, Tengery és Zádor.

## Művei
- Öröm-Dall, melyet méltós. gróf Draskovich György úr hitvesének szül. báró Orczy Anna asszonyságnak születése ünnepén fiúi hálás részvétellel sziveskednek gróf Draskovich László és Theodor. Pest, 1827 (Császár Ferencz irta. Toldy Ferenc jegyzete a budapesti Egyetemi Könyvtár példányán)
- Kemendvár. Rege öt énekben. Uo. 1828
- Sonett koszorú. Fiume. 1831
- Császár Ferencz kritikát érdeklő levelei. Pest, 1832
- Nőtelen philosophus, vígjáték. Nota Albert után ford. olaszból. Uo. 1833
- Gramatica ungherese. Uo. 1833 (az 1832. évi akadémiai nagygyűlésen mint fordításra érdemes művet az igazgatóság figyelmébe ajánlották)
- Ungarische Sprachlehre, nebst einer Auswahl von Übungen zum Übersetzen mit Anwendung der Interlinearmethode. Uo. 1834. és 1835
- A bűnökről és büntetésekről. Beccaria után olaszból ford. Zágráb, 1834
- Orestes, szomorújáték. 5 felvonás. gr. Alfieri Victorius után ford. Buda, 1836 (Külf. Játékszin XI.)
- Sofonisba, szomorújáték. 5 felvonás. gr. Alfieri után olaszból ford. Uo. 1836 (Külföldi Játékszin XII.)
- Váltó óvások. Uo. 1840
- Váltójogi műszótár. Uo. 1840
- Semmi rosszat, vígjáték. 3 felvonás. Bon Ferencz után olaszból ford. Uo. 1841 (Színműtár II. 3.)
- Császár Ferencz Költeményei. Pest, 1841 (ismerteti Kuthy Lajos, Honművész 21. sz. 2. bőv. kiadás. Uo. 1846, ism. Ungar 119. sz. 3. címkiadás. Uo. 1848)
- A fiumei kikötő. Uo. 1842
- Váltótörvénykezési irománypéldák peres és nem-peres ügyekben. Pest, 1842 Online
- Magyar életképek 1843-ból, rajzolva egy Zala megyei adózótól. Uo. 1843
- Nádasdy-Forray Júlia grófnőhez, fia halálakor. Hely nélkül, 1843
- Utazás Olaszországban. Buda, 1844. Két kötet (Szépirodalmi munkái. 1. 3., ism. Életképek)
- Görög-római mythologiai szótár. Pest. 1844 (ism. Magyar Szépirodalmi Szemle, 1847)
- Tihany ostroma, komoly lantos dráma 3 szakaszban. Zenéje Thern Károlytól. Pest, 1845 (2. kiadás, ism. Pesti Divatlap II. 3. sz.)
- Császár Ferencz beszélyei. Uo. 1846, két kötet
- A magyar csődtörvénykezés rendszere. Uo. 1846
- A váltóbeli adósság felmondhatása és az alakítandó hitelintézet követelésinek kiváltságos elsőbbségéről. Uo. 1848
- Az adós személye meg nem ítélhető. Uo. 1848 (akadémiai székfoglaló értekezés)
- Rákóczi Ferencz discursusai. Uo. 1848
- A magyarországi bírósági szervezetet, perlekedési rendet… ideiglenesen szabályozó rendeletek magyarázata. Uo. 1850 (2. kiadás. Uo. 1851)
- Silvio Pellico értekezése az emberi kötelességekről. Olaszból ford. Uo. 1853
- Alighieri Dante Uj élete, olaszból ford., szerző életrajzával, bevezetéssel és jegyzetekkel. Uo. 1854 (2. kiadás. Uo. 1854)
- Vágvölgyi hét tájkép. Természet után rajzolva 1845-ben. Magyarázó szöveggel kísérve. Uo. 1855
- Magyar hősök képcsarnoka. Életirati vázlatok kíséretében. I. füzet. Uo. 1855 (több nem jelent meg)
- Őszi lombok. Uo. 1857 (költemények és Dante fordítás, ism. Figyelő IV. 1878. dr. Angyal János)
- Olasz költőkből. Uo. 1857 (Alighieri Dante, A pokol első négy éneke. Foscolo Hugo, A sirokról. Pindemonte Ipoly, A sirok)
- Makó város közönsége úrbéri viszonyainak jogtörténelmi rövid vázlata. Szeged, 1859

Szerkesztette az Aradi Vészlapok című albumot (Pest, 1844.), Kliegl-könyvet (Uo. 1846.); a Pesti Naplót 1850. március 9-én alapította és annak kiadó-tulajdonosa volt június 30-áig; alapította és szerkesztette a Divatcsarnok c. szépirodalmi lapot 1855. január 5-étől 1858. augusztus 10-éig, a Törvénykezési Lapokat 1857. július 4-étől 1858. augusztus 14-éig és a Magyar Hölgyek Naptárát 1855–57-re Pesten.
Kiadta a Szépirodalmi Könyvtárt (Pest, 1850. Három füzet: Beszélyek a Pesti Napló tárcájából).
Néhány költeménye a Magyar Nemzeti Múzeum kézirattárába került. Benkő még egy színdarabját említi Francesca da Rimini, Silvio Pellico után ford., mely megvan a Nemzeti Színház könyvtárában. Levelei Czuczor Gergelyhez, Pest, 1844. márc. 11. a Figyelőben (XIX. 1885.), Guzmics Izidorhoz, Fiume, 1835. (Uo. XX. 1886.)
A Magyar Tudományos Akadémia 1832. évi nagygyűlésén a fordításra kijelölt 71 színmű közül 31 fordítása érkezett be, ezek közül hármat tartottak érdemesnek a nyomtatásra, ezek egyike a Nőtlen philosophus Nota Alberttől. 1833-ban Pest vármegye játékszíni könyvtárában Titok c. eredeti darabja is volt. 1842. november 27-én a Magyar Tudományos Akadémia IX. nagygyűlésén Dessewffy Aurél gróf felett tartott emlékbeszédet. Költeményei, beszélyei, történelmi, jogi és vegyes cikkei saját lapjain kívül a következő lapokban és folyóiratokban jelentek meg: Tudományos Gyűjtemény (1826–27. Hunyadi János), Szépliteraturai Ajándék (1827.), Koszorú (1830. A titok, vígjáték), Rajzolatok (1835. Fiumei levél), Társalkodó (1833.), Athenaeum (1840–43.), Hírnök, Világ (1843.), Budapesti Árvízkönyv (1839–41.), Tudománytár (1839. Utazás a Quarneroi szigeteken), M. tud. Társ. Évkönyvei VI. 1840–42. (Emlékbeszéd gróf Dessewffy Aurél felett), Figyelmező (1840.), Közlemények (1841.), Literaturai Lapok (1841.), Nemzeti Almanach (1841–42.), Emlény (1841–44.), Kliegl-könyv (1842. Levelek Olaszországból), Regélő P. Divatlap (1842.), Honderű (1843., 1845–46.), Aradi Vészlapok (1844.), Szivárvány (1844.), Életképek (1843–46.), Der Ungar (1845. Lohn der Eifersucht c. elbeszélése német fordításban), Kisfaludy Társaság Évlapjai VII. (A sirokról, Foscolo Hugó költeménye. Beköszöntőűl 1845. nov. 8.), Losonczi Phönix (1851.), Hölgyfutár (1851.), Fáncsy-Album (1851.), Budapesti Viszhang (1852.), Családi Lapok (1852.), Vasárnapi Ujság (1854.), Magyar Akadémiai Értesítő (1854. 4. sz. Az egri érseki líceumban őrzött Dante-kódexet ismertette), Hölgyek Naptára (1855–57. Magyar királynők életrajza), Müller Gyula Nagy Naptára (1854–55. Műfordítások olaszból.), Délibáb (1856.), Délibáb Naptár (1857.), Erdélyi Muzeum (1857.), Kalauz (1857.) és saját lapjaiban.

## Emlékezete
- Suhayda János: Emlékbeszéd Császár Ferencz tiszteleti tag fölött